# Fāleḩ
Fāleḩ (persiska: Fāleh, فالح) är en ort i Iran.   Den ligger i provinsen Khuzestan, i den centrala delen av landet, 500 km söder om huvudstaden Teheran. Fāleḩ ligger 1 020 meter över havet och antalet invånare är 499.
Terrängen runt Fāleḩ är kuperad åt nordost, men åt sydväst är den bergig.Runt Fāleḩ är det ganska glesbefolkat, med 47 invånare per kvadratkilometer. Närmaste större samhälle är Dehdez, 18,6 km norr om Fāleḩ. Trakten runt Fāleḩ består i huvudsak av gräsmarker.